# Jock Walker
Pour les articles homonymes, voir Walker et John Walker (homonymie).
John Walker, couramment appelé Jock Walker, est un footballeur international écossais, né le 17 novembre 1883 à Beith, North Ayrshire et mort le 16 décembre 1968. Évoluant au poste d'arrière gauche, il compte 9 sélections en équipe d'Écosse.

## Biographie

### Carrière internationale
Jock Walker reçoit 9 sélections en faveur de l'équipe d'Écosse. Il joue son premier match le 6 mars 1911, pour un match nul 2-2, au Ninian Park de Cardiff, contre le Pays de Galles en British Home Championship. Il reçoit sa dernière sélection le 5 avril 1913, pour une défaite 0-1, au Stamford Bridge de Londres, contre l'Angleterre en British Home Championship. Il n'inscrit aucun but lors de ses 9 sélections.
Il participe avec l'Écosse aux British Home Championships de 1911, 1912 et 1913. 

## Palmarès
- Vainqueur de la Southern Football League First Division en 1911